# Cheilosia nudiseta
Cheilosia nudiseta är en tvåvingeart som först beskrevs av Becker 1894.  Cheilosia nudiseta ingår i släktet örtblomflugor, och familjen blomflugor. Inga underarter finns listade i Catalogue of Life.